# Apfelbach (Bad Mergentheim)
Apfelbach ist ein Stadtteil der Stadt Bad Mergentheim im Main-Tauber-Kreis im Nordosten Baden-Württembergs, etwa 40 km südwestlich von Würzburg bzw. 50 km nordöstlich von Heilbronn.

## Geographie
Apfelbach liegt auf 265 m ü. NN am Lochbach, einem linken Zufluss der Tauber, dem im Ortsbereich von links der oft trockene Apfelbach zufließt. Der Ort hat 358 Einwohner und eine Fläche von 910,5 ha. Hierzu zählen auch das Gehöft Staatsdomäne Apfelhof sowie die abgegangene Ortschaft Hof.

## Geschichte

### Mittelalter
Apfelbach wurde 1096 erstmals urkundlich als Abfelbach erwähnt. Ab 1414 gehörte der Ort dem Deutschen Orden.

### Neuzeit
1809 kam Apfelbach an das Königreich Württemberg und dort zum Oberamt Mergentheim. Seit 1938 gehörte Apfelbach zum Landkreis Mergentheim.
Am 1. Januar 1972 wurde Apfelbach gemeinsam mit Althausen, Löffelstelzen, Markelsheim und Neunkirchen nach Bad Mergentheim eingemeindet. Als am 1. Januar 1973 im Rahmen der baden-württembergischen Kreisreform der Landkreis Mergentheim aufgelöst wurde, gehörte Apfelbach in der Folge zum neu gebildeten Tauberkreis, der am 1. Januar 1974 seinen heutigen Namen Main-Tauber-Kreis erhielt.

## Sehenswürdigkeiten
In Apfelbach befindet sich die 1757 erbaute katholische Pfarrkirche St. Gumpert und St. Kunibert.